# Stephen Clemence
Stephen Neal Clemence (* 31. März 1978 in Liverpool) ist ein ehemaliger englischer Fußballspieler und aktueller -trainer. Als Mittelfeldspieler agierte er in den späten 1990er- und frühen 2000er-Jahren in der Premier League für Tottenham Hotspur und Birmingham City, wobei sein größter Erfolg im Jahr 1999 der Gewinn des Ligapokals mit den „Spurs“ darstellte, wobei er jedoch im Finale nicht zum Einsatz gekommen war. Nach dem Ende seiner aktiven Laufbahn begann er als Trainer zu arbeiten. Im November 2023 übernahm Clemence, dessen Vater Ray ein berühmter Torwart des FC Liverpool gewesen war, die Cheftrainerrolle beim Viertligisten FC Gillingham.

## Sportlicher Werdegang

### Aktive Spielerkarriere

#### Tottenham Hotspur
Stephen Clemence war bereits früh geprägt durch den Fußballsport, denn sein Vater Ray stand langjähriger als Torwart zwischen den Pfosten des FC Liverpool. Er selbst zeigte aber mehr Talent als Feldspieler (zunächst als Stürmer) und er wurde früh gefördert in der nationalen Fußballakademie in Lilleshall. Für englische Auswahlmannschaften stand er häufiger auf dem Platz und zudem schloss er sich im Jahr 1994 der Jugendabteilung von Tottenham Hotspur an. Nachdem er anfänglich gelegentlich als zu „leichtgewichtig“ galt, arbeitete er sich dessen ungeachtet in die Profimannschaft vor. Sein erstes Spiel für die „Spurs“ bestritt er am 10. August 1997 daheim gegen den amtierenden Meister Manchester United; die Partie endete mit einer 0:2-Niederlage. Insgesamt absolvierte er in der Saison 1997/98 17 Premier-League-Spiele, dazu zwei Einsätze im FA Cup, die für ihn bitter mit einer roten Karte bei der 1:3-Pleite gegen den FC Barnsley Anfang Februar 1998 endeten. In der folgenden Spielzeit 1998/99 festigte er weiter seine Position in Tottenham, wodurch er sich auch einen Einsatz in der englischen U-21-Auswahl „verdiente“. Im Jahr 1999 gewann er mit der Mannschaft den Ligapokal und obwohl er im Finale fehlte, hatte er in den vorherigen Runden drei Partien absolviert.
Während der folgenden zwei Jahre blieb Clemence eine feste Größe im Kader der „Spurs“, ohne sich jedoch einen Stammplatz erobern zu können. Als Mittelfeldspieler hatte er zwar Vorzüge in der Spielübersicht und er half häufig als linker Verteidiger aus. Vor allem die Neuverpflichtungen ab Sommer 2000 stellten aber eine große Konkurrenz für ihn dar und Clemence war in der Regel auf der Ersatzbank zu finden. Dazu begann im August 2001 eine Verletzungsserie, die mit einem Innenbandriss im linken Knie nach einem Duell gegen Garry Flitcroft von den Blackburn Rovers ihren Anfang hatte. Nach einer dreimonatigen Pause fand er nur schwer zurück in die Mannschaft und bestritt lediglich drei Partien zum Ende der Spielzeit 2001/02. Weitere Blessuren sorgten dafür, dass er erst im Oktober 2002 ins Training zurückkehrte und in der Saison 2002/03, die seine letzte in Tottenham sein sollte, kam er nur zu einem einzigen Einsatz bei der Ligapokal-Niederlage gegen den FC Burnley (1:2) im November 2002. Bereits im Januar 2003 wechselte er zum Ligakonkurrenten Birmingham City.

#### Birmingham City
Zuvor hatte sich mit Joe Kinnear der Trainer von Luton Town für ein Leihgeschäft interessiert, nachdem Clemence gerade erst von einer Wadenverletzung zurückgekehrt war. Im Rahmen der Wintertransferperiode einigte sich dann aber Steve Bruce von Birmingham mit Tottenham über eine Ablösesumme, deren Höhe zwar nicht offiziell nach außen kommuniziert wurde, aber nach Angaben der BBC bei 900.000 Pfund gelegen haben soll. Clemence unterschrieb beim neuen Arbeitgeber einen Dreijahresvertrag und nur zwei Tage später debütierte er bei der 0:4-Heimniederlage gegen den FC Arsenal für die „Blues“. In seiner ersten vollständigen Saison 2003/04 für Birmingham kam Clemence auf 35 Premier-League-Einsätze, wobei er mit David Dunn und Robbie Savage um einen Platz im zentralen Mittelfeld konkurrierte. Er tat sich zunächst erfolgreich daraus hervor und schloss die Spielzeit mit seinem 50. Erstligaeinsatz für Birmingham ab. Die anschließende Verpflichtung von Muzzy Izzet zur Saison 2004/05 war dann jedoch dafür maßgeblich, dass er den Stammplatz verlor. Dass er um diesen zu kämpfen bereit war, brachte er zum Ausdruck, indem er im Oktober 2005 einen neuen Kontrakt mit dreijähriger Laufzeit in Birmingham unterschrieb, aber nach einer unglücklich verlaufenden Saison 2005/06 mit weiteren Wadenproblemen und einem Muskelfaserriss stieg er in die zweite Liga ab. Beim Versuch des Vereins, den direkten Wiederaufstieg in der Spielzeit 2006/07 zu bewerkstelligen, blieb Clemence der Mannschaft erhalten und gemeinsam wurde das Ziel über die Zweitligavizemeisterschaft erreicht. Im Juli 2007 bestätigte Trainer Bruce, dass Clemence den Klub verlassen würde und nach kolportiertem Interesse von Charlton Athletic sowie dem FC Southampton kristallisierte sich ein Angebot des Zweitligisten Leicester City heraus im Rahmen einer „Tandemverpflichtung“ mit D. J. Campbell.

#### Leicester City
Der Wechsel wurde im selben Monat vollzogen, wobei die Ablösesumme mit einer Million Pfund beziffert wurde; Campbell folgte ihm eine Woche später. Kurz darauf wurde Clemence zum neuen Mannschaftskapitän ernannt und für die anstehende Saison 2007/08 sollte er eine Schlüsselrolle einnehmen. Im folgenden Abstiegskampf kam er in 31 Zweitligapartien zum Einsatz und als er sich am 29. März 2008 beim 1:0-Sieg gegen Scunthorpe United eine weitere Muskelverletzung zuzog, wurde das Ende seiner aktiven Karriere eingeleitet. Es sollte sein letztes Profispiel sein und er konnte dem Klub im letztlich gescheiterten Kampf um den Klassenerhalt nicht mehr helfen. Im April 2008 unterzog er sich einer Operation. Weitere Komplikationen bei der Behandlung seiner Achillessehne waren dafür verantwortlich, dass er in der Wiederaufstiegssaison 2008/09 zu keinem Einsatz kam und ein Folgeeingriff im Oktober 2008 brachte keine Besserung mit sich. Bei der Operation musste ein Teil der Ferse abgetragen werden und der daraus sich ergebende Genesungsprozess zog sich zeitlich in die Länge.
Sein Comeback ab September 2009 in der Reservemannschaft verlief dann auch schleppend und nach einer zwischenzeitlichen Rückkehr in der Profikader im Dezember 2009 verkündete Clemence an Ostermontag 2010, dass er aufgrund der nicht vollständig ausgeheilten Fersenverletzung die aktive Karriere beenden würde.

### Traineraktivitäten
Nachdem er bereits während der aktiven Zeit Jugendmannschaften trainiert hatte, schloss sich Clemence im Sommer 2010 dem von Steve Bruce angeführten Trainerstab des AFC Sunderland an, um hauptsächlich die Reservemannschaft zu betreuen. Im Juli 2012 wechselte er zur U-21-Auswahl von Hull City, wo er erneut für seinen „Förderer“ Steve Bruce arbeitete. In der bis Oktober 2016 andauernden Zeit half Clemence bei zwei Aufstiegen in die Premier League (bei zwischenzeitlichem Abstieg) und kurz nachdem Bruce den Klub in Richtung Aston Villa verlassen hatte, folgte ihm Clemence ein weiteres Mal.
Der Traditionsverein war kurz zuvor in die zweite Liga abgestiegen und das Trainerteam um Bruce und Clemence gelang es in den folgenden beiden Jahren nicht in die Premier League zurückzukehren – in der Saison 2017/08 scheiterte der Klub knapp im Playoff-Finale gegen den FC Fulham. So verließ der Trainerstab Anfang Oktober 2018 die „Villans“. Es folgten ab Anfang 2019 weitere Engagements unter Bruce, zunächst bei Sheffield Wednesday, sowie ab Juli 2019 bei Newcastle United. Bei den „Magpies“ arbeitete das Gespann Bruce-Clemence zwei Jahre lang, bevor der Wechsel zu saudi-arabischen Eigentümern dort für eine Neuausrichtung auch auf der Trainerbank sorgte. Nach der Entlassung von Bruce und der Installation von Eddie Howe als Nachfolger verließ auch Clemence den Verein im November 2021. Ein weiteres Mal folgte Clemence seinem Mentor im Februar 2022 zu West Bromwich Albion. Das Engagement dauerte acht Monate an.
Anfang November 2023 nahm Clemence beim Viertligisten FC Gillingham erstmals die Aufgabe des Cheftrainers bei einem Profiverein an. Bereits am Saisonende trennte sich der Verein wieder von Clemence, der die Saison mit Gillingham auf dem 12. Platz abgeschlossen hatte. Nach Vereinsangaben erfüllten die Ergebnisse „nicht die vom Klub gesetzten Standards und Erwartungen.“ Zur Saison 2024/25 übernahm Clemence den Cheftrainerposten beim Viertligisten AFC Barrow und unterzeichnete einen Zweijahresvertrag. Clemence gewann sechs der ersten zehn Ligaspiele und zog mit dem Team in die dritte Runde des EFL Cups 2024/25 ein, in der man beim Erstligisten FC Chelsea mit 0:5 unterlag. Nachdem in der Liga ab Oktober in 14 Spielen nur noch ein Sieg gelungen war, wurde er Mitte Januar 2025 entlassen. Der Klub lag zu diesem Zeitpunkt acht Punkte vor den Abstiegsplätzen.

## Titel/Auszeichnungen
- Englischer Ligapokal (1): 1999 (ohne Finaleinsatz)